# Mauros

Mapa del norte de África con la Mauritania romana a la izquierda.

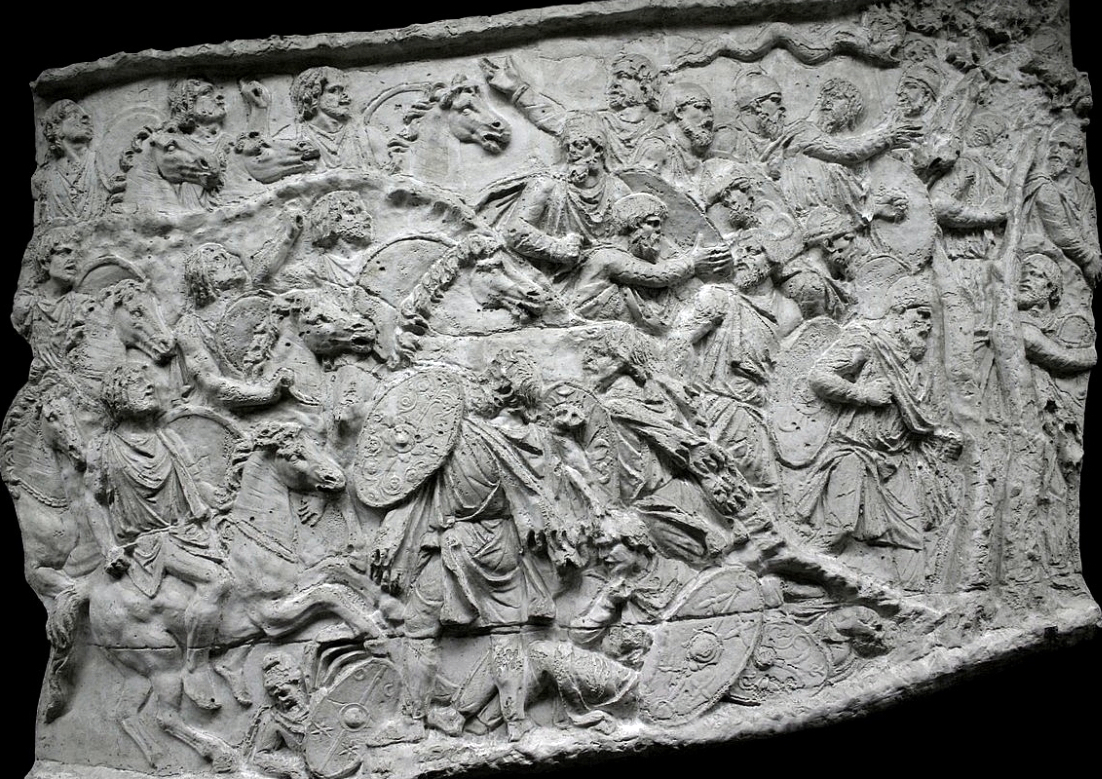
Molde de la columna Trajana, expuesta en el Museo de la Civilización Romana donde se representa la caballería de los mauros del general romano de origen mauro, Lusio Quieto, combatiendo en las guerras dacias.

Los mauros (latín: mauri, y este del griego Μαῦρος; 'oscuro') era la denominación latina para la población bereber de la Antigua Mauritania, ubicada en la parte del Norte de África al oeste de Numidia, un área que actualmente correspondería aproximadamente con el actual norte de Marruecos y el noroeste de Argelia. Los mauros estaban divididos en gran número de tribus.

## Etimología
El término, del que se deriva el actual 'moros' (griego: Μαῦροι), aparece en la obra de Estrabón, que lo escribió a principios del siglo I, como un nombre nativo que se incorporó al latín. También cita el nombre de los mismos habitantes en griego como Maurusii (Μαυρούσιοι).
De esta forma, el término mauros, como confederación tribal o denominador étnico genérico norteafricano parece corresponder aproximadamente al pueblo conocido como los númidas en la etnografía antigua. Probablemente, ambos términos agrupan las primeras poblaciones de habla bereber (la epigrafía en tifinag más antigua data aproximadamente del siglo III a. C.).

## Historia

### Período romano
En el año 44, el Imperio romano incorporó la región como provincia de Mauritania, luego dividida en Mauritania Cesariense y Mauritania Tingitana. El área alrededor de Cartago ya formaba parte de África Proconsular y el dominio romano era lo suficientemente eficaz como para que estas provincias se integraran definitivamente en el imperio.

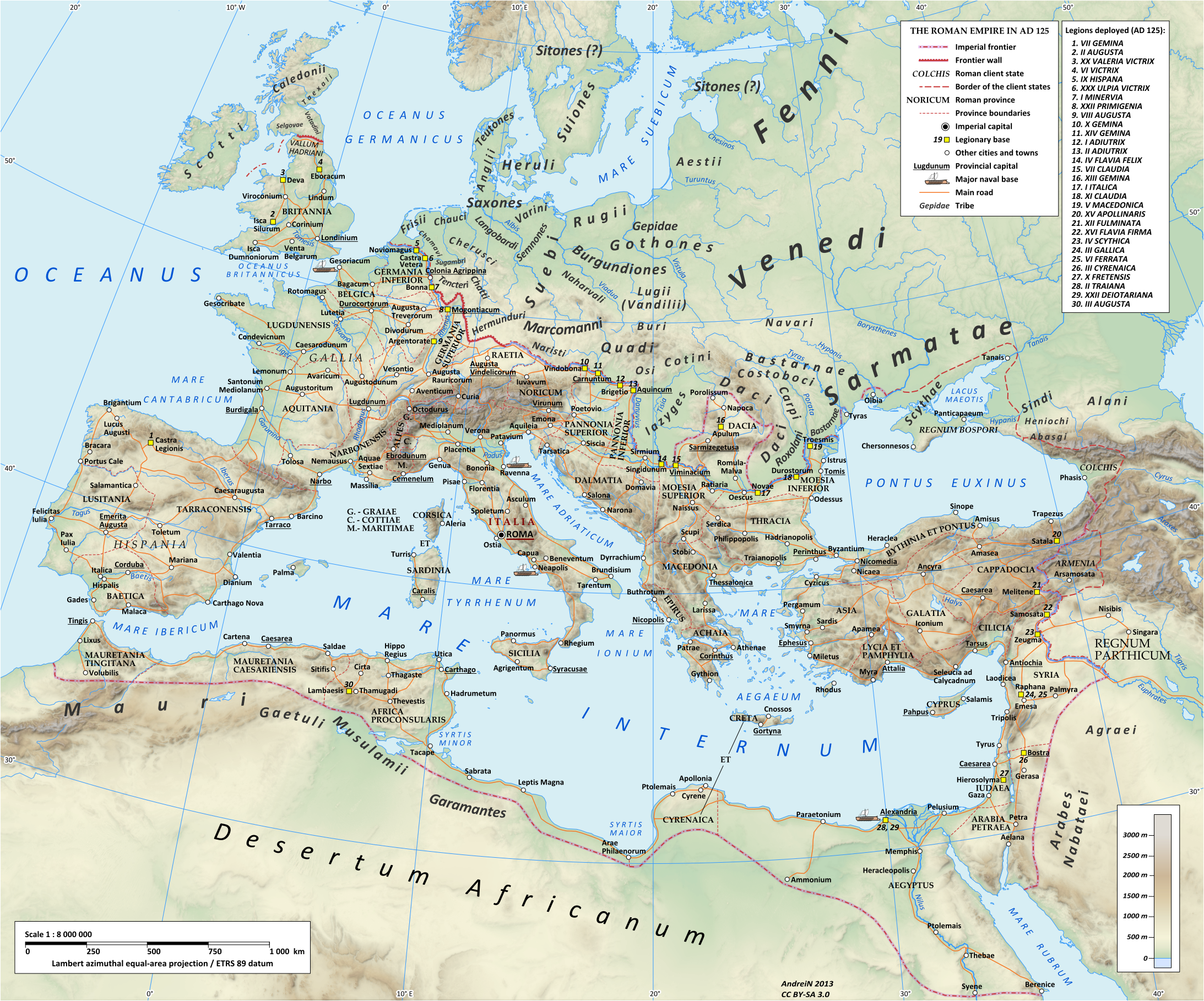
El Imperio romano bajo Adriano (r. 117-138), que muestra la ubicación de los mauros.

Las incursiones de los mauros por el sur de la península ibérica son mencionadas ya durante el reinado de Nerón (r. 54-68) en las Églogas de Calpurnio Sículo:
Las hidromieles de Gerión, un rico premio para tentar la avaricia del moro feroz, donde el enorme Baetis, según dicen las leyendas, fluye hacia abajo en su camino occidental para encontrarse con la costa.
El Baetis es el Guadalquivir moderno, por lo que lo que dice esta égloga implica que los mauros atacaban la Bética durante el siglo I. Los mauros, desde las montañas de más allá de la frontera del Imperio romano, también cruzaron el estrecho de Gibraltar para atacar la provincia romana de la Bética, en lo que hoy es el sur de España, a principios de los años 170. Se tiene constancia de incursiones en los años 171, 173 y 176, con devastaciones no solo en la Bética sino que llegaron incluso a la provincia Tarraconense. Se generó más miedo y terror en la provincia Bética, que hechos de conquista concretos, pues al ser provincia inermis, no disponía de tropas propias.
Los mauros volvieron a atacar la Bética a finales de los años 170 o 180 durante el reinado de Cómodo. En esa época sitiaron la ciudad de Singilia Barba (actual Antequera, provincia de Málaga), que finalmente fue liberada del asedio por la llegada de tropas romanas de la provincia de Mauritania Tingitana, al mando de Cayo Valio Maximiano.
Durante el cristianismo primitivo, el sobrenombre Mauritius identificaba a cualquier persona originaria de África (el Magreb), lo que corresponde aproximadamente con las poblaciones bereberes. Dos destacados eclesiásticos 'mauricianos' fueron Tertuliano y San Agustín. El santo cristiano del siglo III, Mauritius, en cuyo honor se originó el nombre de pila Mauricio, era de Egipto.
Cuando Aureliano marchó contra Zenobia en 272, su ejército incluía caballería maura. La Notitia Dignitatum menciona unidades de caballería romanas llamadas Equites Mauri o caballería maura. Muchos mauros se alistaron en el ejército romano y eran bien conocidos como miembros del comitatus, el ejército móvil del emperador, antes del reinado de Diocleciano. Jones cita el registro de un interrogatorio consular en Numidia en 320, en el que un gramático latino llamado Víctor declaró que su padre era un decurión en Cirta (actual Constantina en Argelia), y su abuelo sirvió en el comitatus, 'porque nuestra familia es de origen maura.
En la época de Diocleciano, la caballería maura ya no formaba parte del ejército de campaña móvil, sino que estaba estacionada a lo largo de las fronteras persa y del Danubio. Había un regimiento de Equites Mauri en 'cada una de las seis provincias entre Mesopotamia y Arabia'. Los mauros formaban parte de un grupo más grande llamado Equites Illyricani, lo que indica un servicio previo en Illyricum.
Si bien muchos mauros formaron parte del imperio romano, otros se resistieron al dominio romano. Como Gibbon relata, durante los años 296-297, 'Desde el Nilo hasta el Monte Atlas, África estaba en armas'. El co-emperador de Diocleciano, Maximiano, hizo campaña contra los mauros durante dos años, entrando en su fortaleza montañosa para aterrorizarlos ante el poder de Roma. Esta pudo ser la razón por la que las legiones fronterizas del noroeste de África se reforzaron en la época de Diocleciano con siete nuevas legiones repartidas por Tingitania, Tripolitania, África, Numidia y las Mauritanias.
En la década de 370, los mauros atacaron las ciudades romanas del noroeste de África. Teodosio el Viejo hizo una campaña contra ellos en 372. Se especifica que una tribu maura llamada de los austoriani participó en estas incursiones. Según Jones, que sigue a Amiano Marcelino, las incursiones en Tripolitania fueron causadas por 'la negligencia y corrupción de Romanus, el comes Africae:
... en 372 Firmo, un cacique mouro con quien Romanus se había peleado, se levantó en armas, siendo apoyado por varios regimientos romanos. Teodosio abortó la rebelión, pero fue ejecutado poco después en Cartago.
El hermano de Firmo, Gildo, también un cacique mouro, se unió a los romanos y ayudó a derrotar la revuelta de Firmo. Como recompensa, se le otorgó el puesto de magister utriusque militiae per Africam, o maestro de infantería y caballería para África. En 397 rompió su lealtad al imperio occidental, entonces bajo el control del niño emperador Honorio y su maestro de soldados Estilicón. Gildo retuvo los barcos de grano de Roma y declaró lealtad al enemigo de Estilicón, Eutropio, en Constantinopla. Eutropio envió todo tipo de ánimos, pero ninguna tropa ni dinero. El Senado romano declaró a Gildo enemigo público (hostis publicus).
Gildo tenía otro hermano llamado Mascezel. En algún momento, Gildo ejecutó a los hijos de Mascezel. Por ello, Mascezel ayudó a los romanos a derrotar la rebelión de su hermano. Con la ayuda de Mascezel, una fuerza romana de 5000 hombres derrotó a Gildo y restauró el control del Imperio occidental en el noroeste de África. Estilicón luego se encargaría de eliminar a Mascezel. Para reemplazar a Gildo, Estilicón puso a su cuñado Batanario a cargo de los asuntos militares en África en 401.
A finales del siglo IV y principios del V, un gran número de tropas del ejército de campaña imperial móvil (el comitatus) estaban estacionadas permanentemente en África para mantener el orden contra los mauros. A. H. M. Jones estimó que de un total de 113.000 hombres en el comitatus, 23.000 estarían estacionados en África. Estas tropas se sumaban a los limitanei, los ejércitos fronterizos permanentes. Sin embargo, los limitanei eran insuficientes para controlar a los mauros, por lo que partes del ejército de campaña se establecieron junto a ellos. Estas tropas no estaban disponibles para su propósito original, que era el de responder a las invasiones bárbaras rápidamente y donde fuera necesario.
En 411-412, el dux Libyarum (comandante de las fuerzas romanas en Libia) fue nombrado Anysius. Se le recuerda como comandante de una guerra contra los mauros austuriani. Sinesio de Cirene lo elogió por su valentía y su eficaz gestión de la guerra.
En el año 412, los limitanei de Cirenaica necesitaban ayuda para resistir los ataques de los mauros austuriani. El Imperio romano de Oriente (en ese momento bajo los regentes del joven emperador Teodosio II) envió un escuadrón de bárbaros unigardi. Sinesio de Cirene elogió a estos federados bárbaros y pidió más.

### Vándalos
Después de la caída de Roma, el reino germánico de los vándalos gobernó gran parte del área, pero ni ellos ni los bizantinos pudieron mantener un control efectivo. La región interior permaneció bajo el control de los mauros. El ejército vándalo no era un ejército permanente, y bajo los reyes vándalos posteriores, desde Hunerico (r. 477-484) hasta Gelimer (r. 530-534), su fuerza se decayó. No se estableció ningún ejército fronterizo para protegerse de las incursiones de los mauros, por lo que éstos invadieron las áreas fronterizas del reino. Más tarde, cuando el general Belisario reconquistó África para el Imperio bizantino en 533-534, tuvo pocas dificultades para establecer su dominio sobre el reino vándalo, aunque sus sucesores tuvieron grandes dificultades para controlar a los mauros, y algunos de ellos murieron.
El rey vándalo Hunerico exilió a 4966 obispos y sacerdotes católicos a través de la frontera sur del reino vándalo en territorio maura. Hunerico era un cristiano arriano y solo quería clérigos arrianos en su reino. El exilio del clero católico al territorio maura fue el medio utilizado por Hunerico para establecer el dominio arriano en el reino vándalo del norte de África.
Cuando el rey Hilderico (r. 523-530) no pudo controlar los ataques de los mauros, fue depuesto en 530 y reemplazado por Gelimer.

### Período bizantino

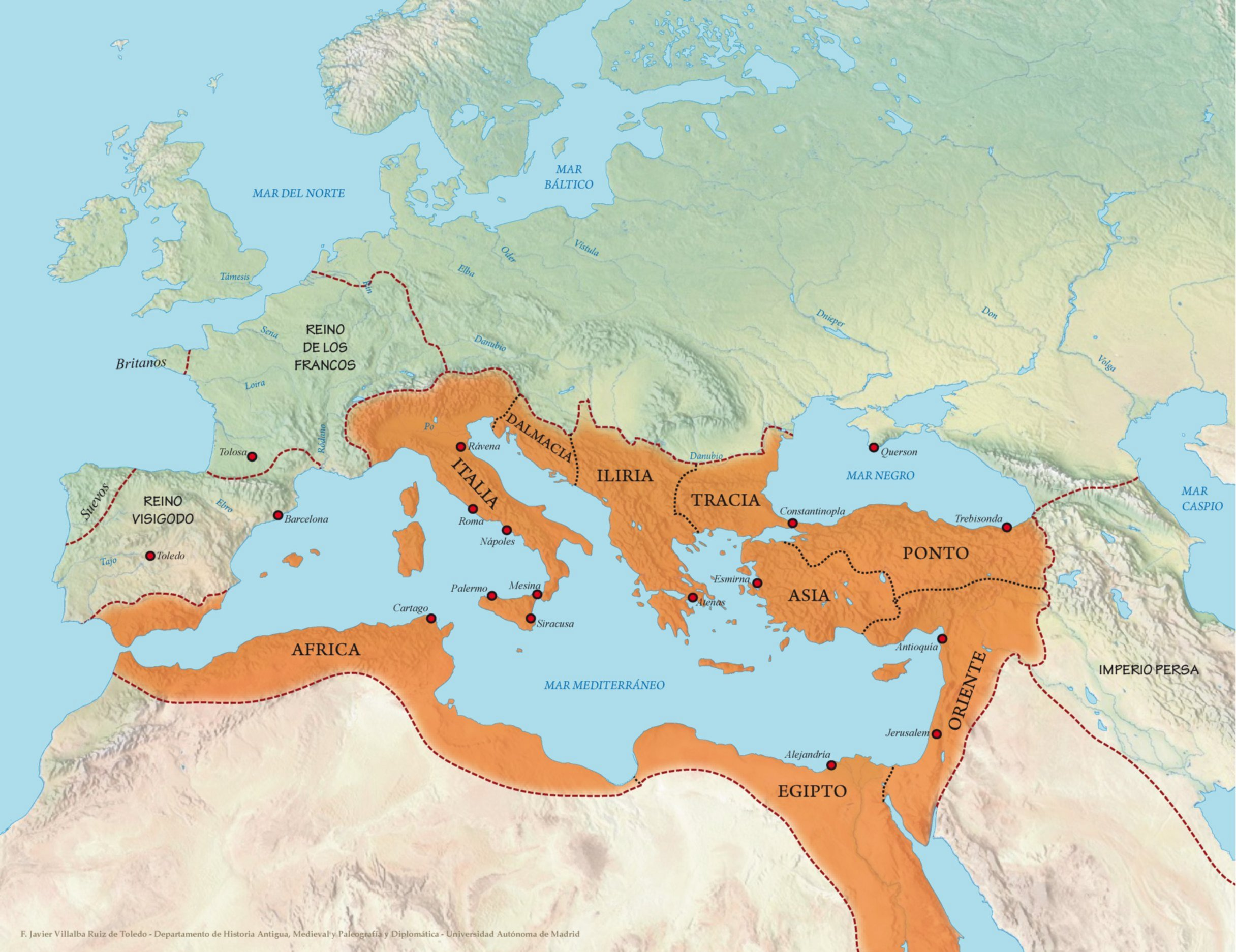
Mapa del Imperio bizantino bajo el reinado de Justiniano.

El emperador bizantino, Justiniano, aprovechó las circunstancias favorables de la deposición de Hilderico como excusa para la invasión del reino vándalo, ya que tenía un tratado con él. Envió al general Belisario, que restableció rápidamente el control sobre la antigua provincia romana de África. El rey Gelimer huyó, buscando refugio en la ciudad de Medeus en el monte Papúa, bajo la protección con un cacique mauro. Allí mantuvo el asedio durante tres meses, hasta que el sufrimiento de la ciudad se volvió insoportable y tuvo que rendirse.
En su mayor parte, los mauros no opusieron resistencia a Belisario, esperaron el resultado de la guerra y manifestaron su lealtad a los bizantinos cuando terminó. Los vándalos habían perdido gran parte del antiguo territorio romano en beneficio de los mauros, incluiyendo todo al oeste de Caesarea. Tan pronto como Belisario dejó África en 534, los mauros volvieron a hacer incursiones. El general bizantino Salomón libró una serie de campañas contra ellos, poniendo fin a las incursiones, hasta que se produjo una rebelión de las tropas bizantinas en 536. Tras el motín de las tropas, los mauros pudieron volver a incursionar con impunidad por el territorio bizantino. Salomón fue llamado y reemplazado por Germano (primo de Justiniano), quien pacificó la rebelión de las tropas y regresó a Constantinopla en 539. Ese mismo año, Salomón fue llamado a luchar nuevamente contra los mauros, reforzando el control del ejército e iniciando un programa de construcción y fortificación en toda la región, en su lucha contra los rebeldes mauros. Debido a las continuas luchas contra los mauros y la rebelión de las tropas, los bizantinos tuvieron grandes dificultades para recaudar impuestos en la provincia recién conquistada. Al mismo tiempo, Justiniano estaba muy ocupado con las guerras contra los ostrogodos y los persas y no pudo aplicar muchos recursos para controlar a los mauros, lo que abrió la puerta a nuevas rebeliones en la década de 540 y posteriores.
Salomón logró restablecer el control bizantino sobre los mauros en el territorio, ahora bizantino. Sin embargo, su sobrino Sergio recientemente nombrado gobernador de la Tripolitania durante un banquete con los jefes de una tribu local de mauros llamada levathi para parlamentar, masacró a ochenta de ellos en 544. Produjo un levantamiento de los mauros, donde Salomón fue asesinado. Justiniano le dio el control de la provincia africana bizantina a Sergio, pero ante su incompetencia, envió a Areobindo como general. El duque bizantino de Numidia, Guntarico, deseando convertirse en rey de África, apoyó a los mauros en secreto.
Como a las tropas bizantinas no se les pagaba a tiempo y, con frecuencia, no eran totalmente fiables, Guntarico, aliado con el caudillo mauro Antalas, pudo ocupar Cartago y mató a Areobindo, solo para ser asesinado a su vez por Artabanes, un leal bizantino armenio. Artabanes, una vez logrado recuperar el control de las tropas, fue llamado a Constantinopla y reemplazado por Juan Troglita, que tuvo que sofocar las revueltas de los mauros de 546-547. Después de esta derrota no hubo más rebeliones hasta 563, que fue rápidamente reprimida
A. H. M. Jones afirma que las graves dificultades experimentadas por los bizantinos para establecer el control sobre los mauros después de la conquista del reino vándalo, se debieron en gran parte a la falta de dinero y recursos suficientes para las tropas estacionadas en África, y esto a su vez se debió a las numerosas guerras libradas por Justiniano en otros lugares.
Los mauros habían tomado grandes áreas de tierra de los vándalos durante el reinado del ineficaz Hilderico, y los bizantinos nunca lograron recuperar estos territorios. Dentro del área de control bizantino, casi todas las ciudades estaban fortificadas, incluso aquellas lejanas a las áreas fronterizas. Muchas ciudades parecen haber decrecido en tamaño a medida que las poblaciones se concentraban en las áreas más fortificadas. En algunas localidades se llegó a fortificar el foro. Todo ello lleva a sugerir una reducción de la prosperidad y la población y una mayor amenaza de guerra, muy probablemente contra los mauros. Probablemente, debido a que no se comprometieron suficientes recursos para pacificar completamente la región, nunca se contribuyó con más impuestos al gobierno de Justiniano de lo que costaron los recursos para mantener el control. Sin embargo, algunos mauros fueron reclutados en los ejércitos bizantinos para su servicio en el extranjero, y al menos dos regimientos africanos fueron reclutados y asignados a Egipto.
Una importante revuelta de los mauros contra el dominio bizantino tuvo lugar en 569, durante el reinado de Justino II, en la que fue asesinado el prefecto del pretorio. Al año siguiente, el magister militum fue asesinado. En 571 fue asesinado otro magister militum. Durante el reinado del emperador Mauricio (r. 582-602), hubo otras dos rebeliones, más pequeñas, de los mauros.
A principios del siglo VII, las provincias de África proconsular, Bizacena y Numidia (ahora Túnez y Argelia oriental) estaban bajo el control del exarcado de Cartago, una división del Imperio bizantino. Las antiguas provincias romanas de Mauritania Cesariense y Mauritania Tingitana (es decir, el actual Marruecos y Argelia occidental y central) y el campo están ocupados por los mauros, con sus propios jefes. En 646, Gregorio el Patricio, exarca de Cartago encabezó una rebelión contra el emperador Constante II, encontrando un amplio apoyo entre los mauros del interior. Gregorio abandona Cartago y establece su nueva residencia en Sufétula, en el interior, cerca de sus aliados maura.
En 647, Gregorio, ahora independiente, tuvo que enfrentarse a los invasores musulmanes en Sufétula. Moviliza a muchas tribus maura aliadas en virtud de un tratado del suroeste de Bizacena y quizás del sur de Numidia. Después de la derrota de Gregorio, las tribus maura rompen su lealtad al Imperio y la mayor parte del sur de la actual Túnez escapa del control del exarcado de Cartago.

### Período islámico
Después de la caída del exarcado de Cartago en 698, la conquista musulmana del Magreb puso fin al dominio bizantino en África. La resistencia de los mauros contra los árabes musulmanes perviviría unos 50 años. Se dieron cuenta de que los ataques no solo se dirigían contra los bizantinos, sino también contra ellos, con el objetivo de incorporarlos a su imperio. El jefe de la tribu bereber de los auraba, Kusaila intentó una resistencia bizantina-bereber efectiva a la expansión árabe musulmana sobre el norte de África, hasta que fue derrotado y muerto en 690.
Otro intento de resistencia maura ante la invasión árabe en el Magreb fue con Kahina, la reina y guerrera bereber zenata de la tribu de los deyrawa, entre 695 y 701, partiendo de los montes del Aurés (en el noreste de la actual Argelia), cuando finalmente fue vencida y muerta. En 710, todo el Magreb estaba en poder de 
los árabes musulmanes, y ese año, empezaron las operaciones de reconocimiento del sur de la península ibérica por Tarif, un bereber ya islamizado.
La Crónica del 754 aún menciona a los mauros / mauri pero hacia la Alta Edad Media el endónimo parece haber desaparecido, mientras que fuentes cristianas comienzan a aplicar el término mauri, moros a las poblaciones islámicas del Magreb y de Andalucía, en general.

## Renacimiento del nombre
El estado moderno de Mauritania recibió su nombre de la colonia francesa en 1903. Lleva el nombre de la antigua Mauritania a pesar de estar situada considerablemente más al sur de la antigua provincia.